# فیلیپ آبلسون
فیلیپ آبلسون (انگلیسی: Philip Abelson؛ زاده ۲۷ آوریل ۱۹۱۳ – درگذشته ۱ اوت ۲۰۰۴) یک دانشمند در زمینه فیزیک هسته‌ای اهل ایالات متحده آمریکا بود.